# Xiangcheng (Xiangyang)
Xiangcheng (chiń. upr. 襄城区; chiń. trad. 襄城區; pinyin Xiāngchéng Qū) – dzielnica w środkowej części prefektury miejskiej Xiangyang w prowincji Hubei w Chińskiej Republice Ludowej. Według danych z 2010 roku, liczba mieszkańców dzielnicy wynosiła 473202.